# Гутенберзький замок
Гутенберзький замок (нім. Burg Gutenberg) — замок у Ліхтенштейні. Розташований на території комуни Бальцерс на пагорбі заввишки близько 70 м.

## Історія
Приблизний час будівництва замку — 1100–1200 рр. У 1314 р. він став власністю Габсбургів. У XV ст. під час Старої цюріхської війни замок був серйозно пошкоджений пожежею. У 1499 р. в замку ночував Максиміліан I під час війни з Конфедерацією. У 1795 р. замок знову був серйозно пошкоджений пожежею. Відновлений був лише до 1912 р., в сучасному вигляді. З 1979 р. замок є державною власністю.
На території замку часто проводяться культурні заходи. В інший час замок закритий для широкого відвідування.
Під час розкопок, проведених на схилах пагорба і дворі замку, знайшли рештки предметів  Рессенської культури.

## Галерея

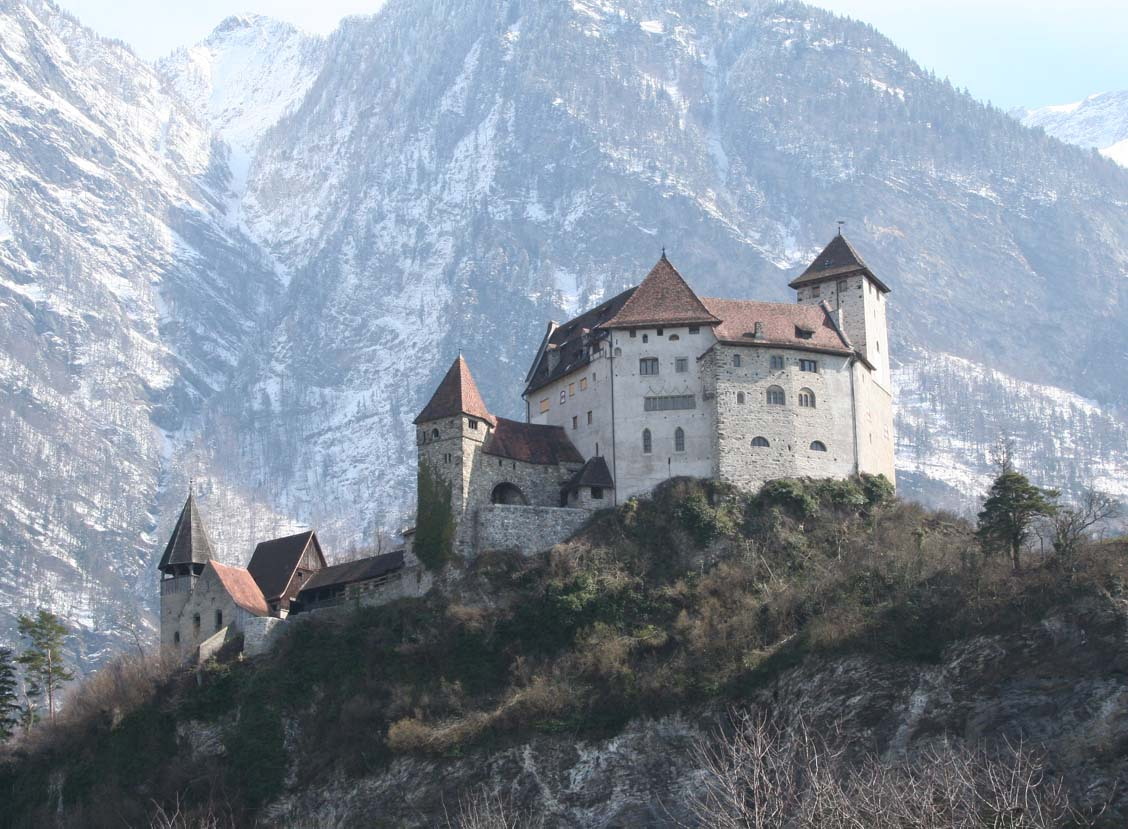
Гутенберзький замок (березень 2007)
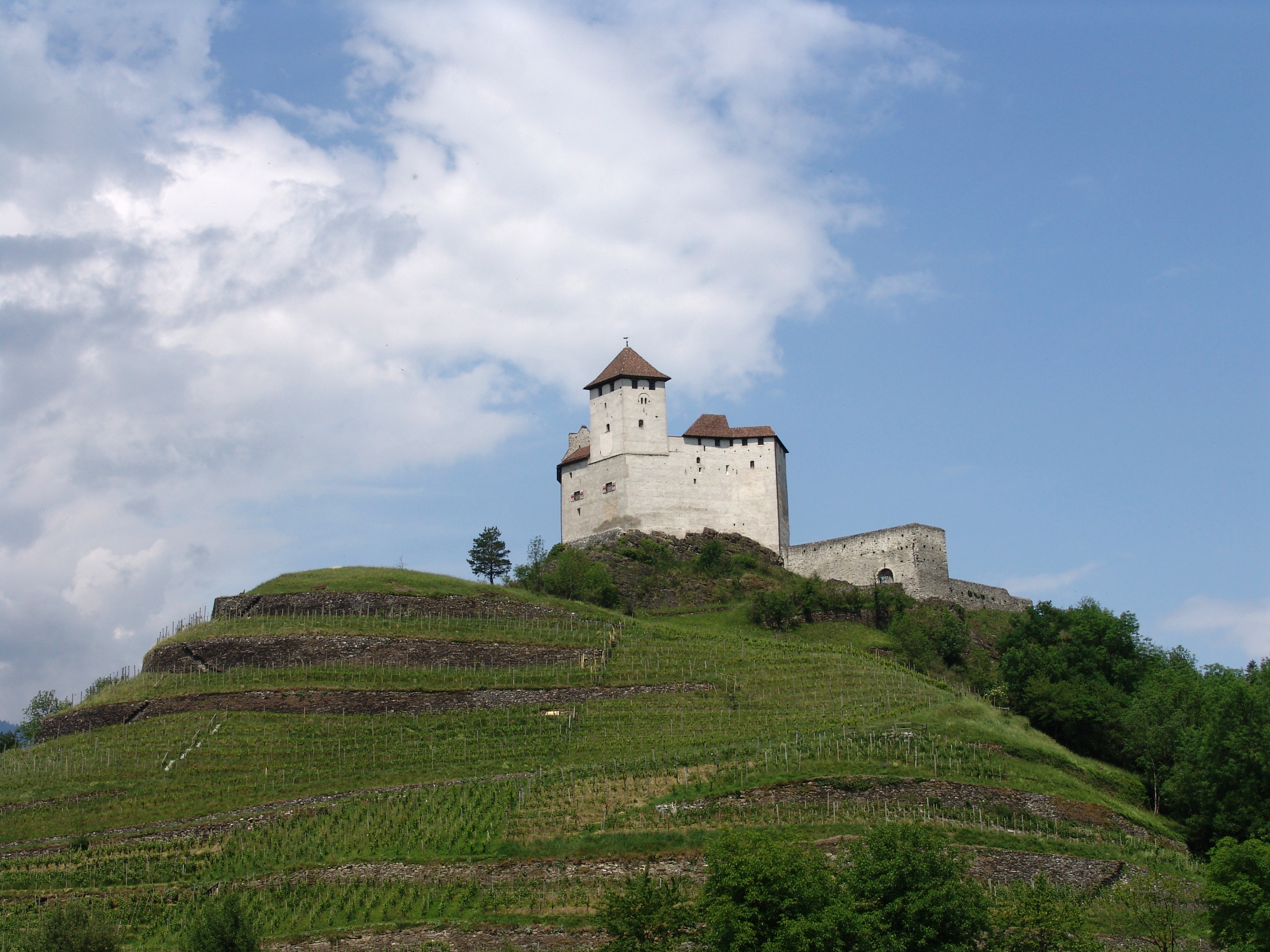
Гутенберзький замок (травень 2007)
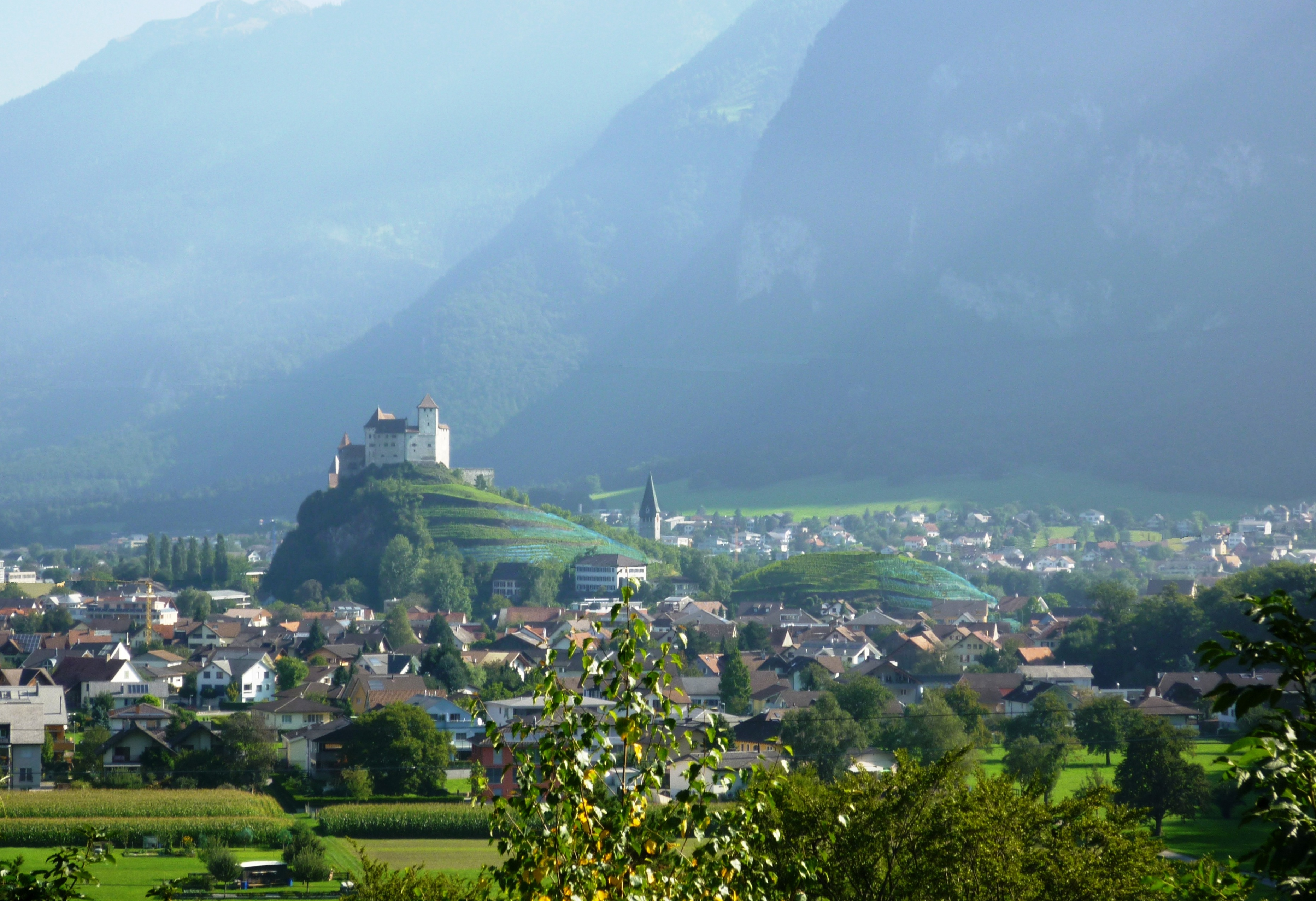
Бальцерс, вид з замку (2010)
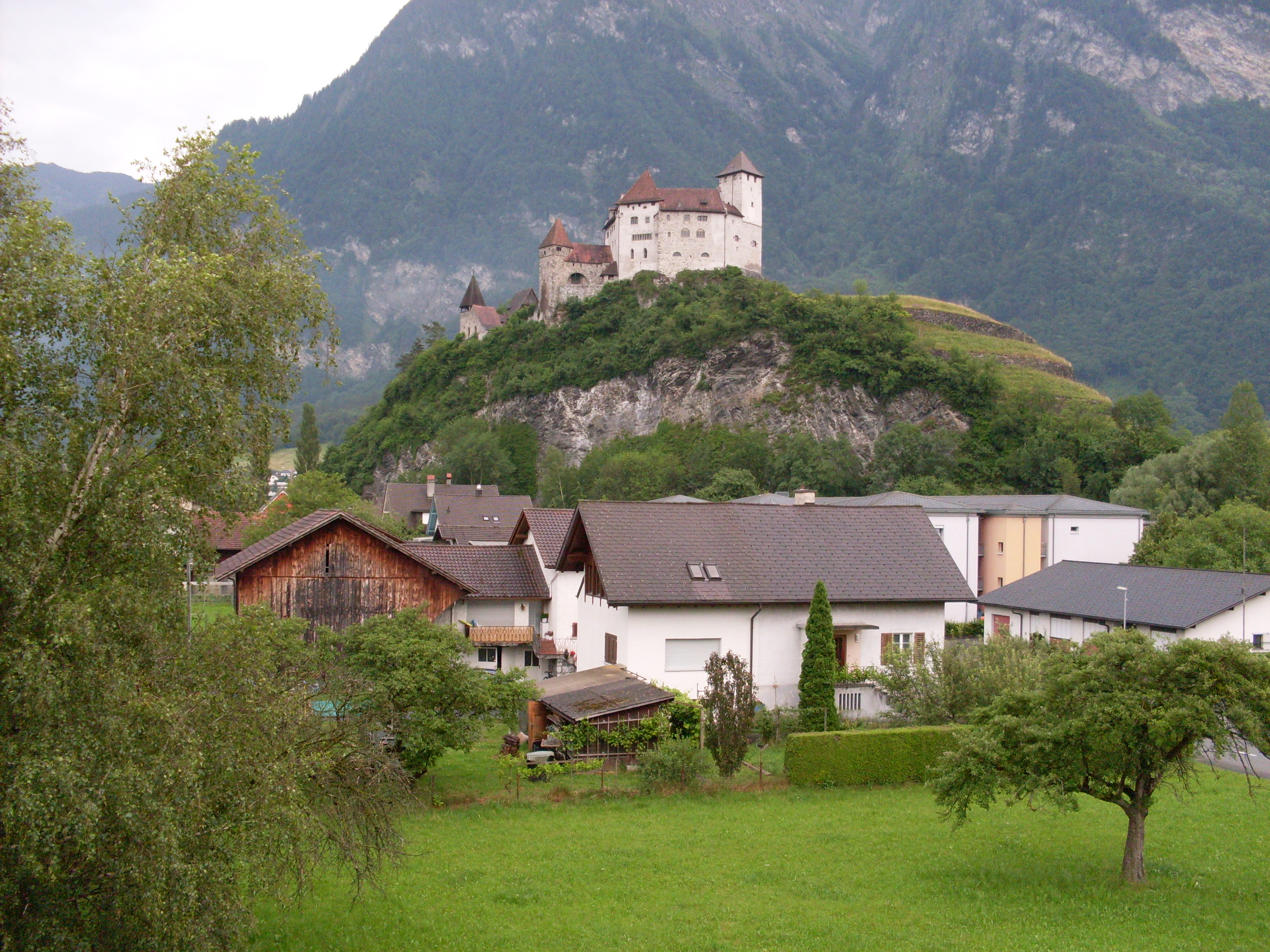
червень 2008